# Tomasz Chałas
Tomasz Chałas (ur. 20 lipca 1988 w Pruszkowie) – polski piłkarz grający na pozycji napastnika. Jest wychowankiem Znicza Pruszków, a w trakcie swojej kariery reprezentował także barwy m.in. Legii Warszawa, Dolcanu Ząbki, Górnika Zabrze czy Pogoni Szczecin. Ma za sobą występy w reprezentacji Polski do lat 21.

## Statystyki kariery
Aktualne na 13 września 2015
| Klub                     | Sezon              | Liga               | Liga  | Liga   | Puchar Polski | Puchar Polski | Suma  | Suma   |
| Klub                     | Sezon              | Liga               | Mecze | Bramki | Mecze         | Bramki        | Mecze | Bramki |
| ------------------------ | ------------------ | ------------------ | ----- | ------ | ------------- | ------------- | ----- | ------ |
| Legia Warszawa (wyp.)    | 2008/09 (j.)       | Ekstraklasa        | 0     | 0      | 2             | 0             | 2     | 0      |
| Znicz Pruszków           | 2008/09 (w.)       | I liga             | 14    | 7      | 0             | 0             | 14    | 7      |
| Znicz Pruszków           | 2009/10            | I liga             | 16    | 6      | 0             | 0             | 16    | 6      |
| Górnik Zabrze            | 2010/11 (j.)       | Ekstraklasa        | 4     | 0      | 1             | 0             | 5     | 0      |
| Dolcan Ząbki (wyp.)      | 2010/11 (w.)       | I liga             | 7     | 0      | 0             | 0             | 7     | 0      |
| Zawisza Bydgoszcz (wyp.) | 2011/12 (j.)       | I liga             | 5     | 0      | 0             | 0             | 5     | 0      |
| Olimpia Elbląg (wyp.)    | 2011/12 (w.)       | I liga             | 14    | 10     | 0             | 0             | 14    | 10     |
| Zawisza Bydgoszcz (wyp.) | 2012/13 (j.)       | I liga             | 13    | 2      | 0             | 0             | 13    | 2      |
| Pogoń Szczecin           | 2012/13 (w.)       | Ekstraklasa        | 10    | 2      | 0             | 0             | 10    | 2      |
| Pogoń Szczecin           | 2013/14 (j.)       | Ekstraklasa        | 4     | 0      | 0             | 0             | 4     | 0      |
| Kolejarz Stróże          | 2013/14 (w.)       | I liga             | 13    | 2      | 0             | 0             | 13    | 2      |
| Dolcan Ząbki             | 2014/15            | I liga             | 14    | 3      | 2             | 1             | 16    | 4      |
| Stomil Olsztyn           | 2015/16            | I liga             | 1     | 0      | 0             | 0             | 1     | 0      |
| Ogólnie w karierze       | Ogólnie w karierze | Ogólnie w karierze | 115   | 32     | 5             | 1             | 120   | 33     |